# Zodion nigrifrons
Zodion nigrifrons är en tvåvingeart som beskrevs av Krober 1915. Zodion nigrifrons ingår i släktet Zodion och familjen stekelflugor.
Artens utbredningsområde är Oregon. Inga underarter finns listade i Catalogue of Life.